# God Says No
God Says No – to piąta pełnowymiarowa płyta stonermetalowego zespołu Monster Magnet. Materiał na album został nagrany w The Warehouse, Vancouver i BC Kanada. Jest to ostatni album nagrany dla wytwórni A&M Records.

## Charakterystyka albumu
Zespół kontynuuje na tym albumie styl wypracowany na poprzednich płytach. Jest to połączenie 
stoner rocka, doom metalu i rock and rolla. W tym stylu utrzymane są Doomsday, All shook out, My little friend oraz Melt - z psychodelicznym wstępem. Down in the jungle to stoner w stylu przypominającym album Powertrip z udziwnionymi zwrotkami i wysuniętą na pierwszy plan perkusją.
Na albumie nie brakuje niespodzianek i zmian. Zwiększył się udział instrumentów klawiszowych, perkusja została wysunięta na pierwszy plan, w niektórych utworach zastosowano automat perkusyjny. Zaskoczeniem mogą także okazać się piosenki reprezentujące niemalże minimalistyczne podejście do rocka. Gravity well to slide blues na basowym przytłumionym przesterze, perkusista ogranicza się do wybijania rytmu na bębnie basowym. Queen of you zawierająca dużo klawiszy, oparta prostej melodii na gitarze, perkusja jest generowana elektronicznie. Take It to spokojny melorecytowany utwór. całość instrumentalna zagrana na syntezatorze. Utwór kończy się improwizacją gwizdaną przez wokalistę.
Na płycie pojawia się też szybki energiczny rock'n'rollowy stoner jak Heads explode. W tym samym stylu utrzymany jest Kiss of the scorpion - z głównym riffem na organach Hammonda
Cry zaczyna stonerrockowy, spokojny, psychodeliczny wstęp, stylizowany na muzykę hinduską. W zwrotkach okazjonalnie, dla podkreślenia harmonii pojawia się gitara. Jej brzmienie przypomina brzmienie tradycyjnych dalekowschodnich instrumentów szarpanych. Refreny to stoner rock grany w tempie i aranżacji ballady.
Utwór tytułowy to także ballada z prostym gitarowym riffem. Gitarzysta używa tu pogłosu. Perkusja ma lekko elektroniczne brzmienie.

## Lista utworów
1. Melt 5:44
2. Heads Explode 3:48
3. Doomsday 3:49
4. God Says No 4:38
5. Kiss of the Scorpion 4:01
6. All Shook Out 4:16
7. Gravity Well 3:21
8. My Little Friend 4:12
9. Queen Of You 7:02
10. Down in the Jungle 4:49
11. Cry 7:23
12. Take It 2:40
13. Silver Future  (bonus track) 4:59
14. I Want More (bonus track) – ukazał się tylko na brytyjskim wydaniu

Wydanie amerykańskie (2001)

Posiada odmienną okładkę i listę utworów
1. Melt
2. Heads Explode
3. Doomsday
4. Medicine
5. God Says No
6. Kiss Of The Scorpion
7. All Shook Out
8. Gravity Well
9. My Little Friend
10. Queen Of You
11. Cry
12. Take It
13. Silver Future

Japońska wersja płyty (2001)

Lista utworów jak w wersji amerykańskiej i dodatkowy utwór: Leapin' Lizards

## Wykonawcy
- Dave Wyndorf  - wokal, gitara, instrumenty klawiszowe
- Ed Mundell - gitara
- Phil Caivano - gitara
- Joe Calandra - gitara basowa
- Jon Kleiman - perkusja